# Rosières-aux-Salines
Rosières-aux-Salines és un municipi francès situat al departament de Meurthe i Mosel·la i a la regió del Gran Est. L'any 2007 tenia 2.830 habitants.

## Demografia

### Població
El 2007 la població de fet de Rosières-aux-Salines era de 2.830 persones. Hi havia 1.029 famílies, de les quals 262 eren unipersonals (104 homes vivint sols i 158 dones vivint soles), 319 parelles sense fills, 354 parelles amb fills i 94 famílies monoparentals amb fills.
La població ha evolucionat segons el següent gràfic:
Habitants censats

### Habitatges
El 2007 hi havia 1.133 habitatges, 1.047 eren l'habitatge principal de la família, 12 eren segones residències i 74 estaven desocupats. 894 eren cases i 234 eren apartaments. Dels 1.047 habitatges principals, 778 estaven ocupats pels seus propietaris, 251 estaven llogats i ocupats pels llogaters i 18 estaven cedits a títol gratuït; 11 tenien una cambra, 77 en tenien dues, 157 en tenien tres, 326 en tenien quatre i 476 en tenien cinc o més. 671 habitatges disposaven pel capbaix d'una plaça de pàrquing. A 480 habitatges hi havia un automòbil i a 432 n'hi havia dos o més.

### Piràmide de població
La piràmide de població per edats i sexe el 2009 era:
| Homes | Edats   | Dones |
| ----- | ------- | ----- |
| 0     | 95 o +  | 0     |
| 4     | 90 a 94 | 20    |
| 12    | 85 a 89 | 20    |
| 4     | 80 a 84 | 32    |
| 28    | 75 a 79 | 36    |
| 36    | 70 a 74 | 60    |
| 44    | 65 a 69 | 68    |
| 76    | 60 a 64 | 84    |
| 68    | 55 a 59 | 60    |
| 140   | 50 a 54 | 116   |
| 156   | 45 a 49 | 136   |
| 120   | 40 a 44 | 120   |
| 84    | 35 a 39 | 120   |
| 76    | 30 a 34 | 72    |
| 120   | 25 a 29 | 64    |
| 96    | 20 a 24 | 100   |
| 124   | 15 a 19 | 116   |
| 56    | 10 a 14 | 104   |
| 72    | 5 a 9   | 84    |
| 44    | 0 a 4   | 64    |

## Economia
El 2007 la població en edat de treballar era de 1.926 persones, 1.337 eren actives i 589 eren inactives. De les 1.337 persones actives 1.244 estaven ocupades (668 homes i 576 dones) i 92 estaven aturades (37 homes i 55 dones). De les 589 persones inactives 161 estaven jubilades, 182 estaven estudiant i 246 estaven classificades com a «altres inactius».

### Ingressos
El 2009 a Rosières-aux-Salines hi havia 1.075 unitats fiscals que integraven 2.594 persones, la mediana anual d'ingressos fiscals per persona era de 19.207 €.

### Activitats econòmiques
Dels 93 establiments que hi havia el 2007, 3 eren d'empreses extractives, 2 d'empreses alimentàries, 3 d'empreses de fabricació d'altres productes industrials, 12 d'empreses de construcció, 17 d'empreses de comerç i reparació d'automòbils, 6 d'empreses de transport, 2 d'empreses d'hostatgeria i restauració, 2 d'empreses d'informació i comunicació, 4 d'empreses financeres, 12 d'empreses de serveis, 25 d'entitats de l'administració pública i 5 d'empreses classificades com a «altres activitats de serveis».
Dels 16 establiments de servei als particulars que hi havia el 2009, 1 era una oficina de correu, 2 tallers de reparació d'automòbils i de material agrícola, 1 autoescola, 1 paleta, 3 guixaires pintors, 1 fusteria, 1 lampisteria, 1 electricista, 1 empresa de construcció, 2 perruqueries i 2 restaurants.
Dels 8 establiments comercials que hi havia el 2009, 1 era una botiga de més de 120 m², 2 fleques, 1 una fleca, 1 una peixateria, 1 una sabateria, 1 una botiga d'electrodomèstics i 1 una botiga de mobles.
L'any 2000 a Rosières-aux-Salines hi havia 15 explotacions agrícoles que ocupaven un total de 594 hectàrees.

## Equipaments sanitaris i escolars
L'únic equipament sanitari que hi havia el 2009 era una farmàcia.
El 2009 hi havia 1 escola maternal i 1 escola elemental.

## Poblacions més properes
El següent diagrama mostra les poblacions més properes.